# Rogue-River-Kriege
Die Rogue-River-Kriege zählen zu den Kriegen, in denen Siedler und Indianer sich in Oregon bekämpften. Der letzte von ihnen begann im Oktober 1855, als ein Mob aus Jacksonville im Rogue-River-Tal im südwestlichen Oregon mindestens 28 Indianer ermordete, die nahe der Table Rock Reservation kampierten. Weitere solcher Übergriffe folgten, ähnlich wie im nahe gelegenen Kalifornien.

## Die Anfänge
Dabei ging es nicht um Landstreitigkeiten, auch die Führer der regionalen Stämme hatten längst Verträge unterzeichnet, in denen sie den überwiegenden Teil ihres traditionellen Gebietes abgetreten hatten. Selbst der zuständige Oregon Superintendent of Indian affairs, Joel Palmer, und der Befehlshaber der US-Armee an der Pazifikküste, General John Ellis Wool, sprachen sich öffentlich gegen den Krieg aus.
Treibende Kraft war Joseph Lane, der Delegierte des Territoriums in Washington, D.C., der in der zu dieser Zeit regierenden Demokratischen Partei einen gewissen Einfluss gewann, und der sich bei jeder Gelegenheit für gewinnbringende Kriege ausgesprochen hatte. Er hatte eine wichtige Rolle im Krieg der USA gegen Mexiko gespielt, und Präsident James K. Polk ernannte ihn zum ersten Gouverneur des Territoriums Oregon. Als Superintendent of Indian Affairs für Oregon war er auch für die Aushandlung von Verträgen mit den Indianerstämmen verantwortlich.
Den Indianern, die von Anfang an Widerstand zu leisten entschlossen waren, blieb nur die Flucht in die Oregon Coast Range. Unter Tecumtum widerstanden sie den Angriffen, vor allem in der als Battle of Hungry Hill bekannt gewordenen Schlacht Ende Oktober 1855. Andere Indianer entschlossen sich hingegen, sich unter den Schutz der in Fort Lane stationierten Truppe unter Captain Andrew Smith zu stellen. Sie wurden im Januar 1856 in die Grand Ronde Reservation im Nordwesten von Oregon verbracht.
Im Februar 1856 trugen die Indianer den Krieg den Rogue River hinab bis an die Pazifikküste – der Winter hat sie vermutlich dazu gezwungen. Zunächst verließen die meisten Weißen die Küste, doch im Mai kamen einerseits Truppen von Crescent City im nördlichen Kalifornien. Da sich manche der Aufständischen von ihr Schutz versprachen, ergaben sie sich der Armee. Andererseits griffen Freiwillige die Aufständischen an, und sie attackierten eine Gruppe bei Big Meadows, die sich bereits der Armee ergeben hatte.
Die letzte Widerstandsgruppe griff bei Big Bend am Rogue River eine Armeeeinheit beinahe erfolgreich an, die ein Kriegsgefangenenlager bewachte. Die Überlebenden wurden per Dampfboot, z. T. aber auch zu Fuß in ihr neues Reservat, die Coast Reservation an der mittleren Oregonküste verbracht.

## Folgen
Die Aufgabe dieses Reservats war die Trennung von der weißen Bevölkerung und die Vorbereitung auf die Assimilation und Integration in die amerikanische Gesellschaft. Wichtigste Mittel waren die Umerziehung zu Farmern in Schulen und Missionsstationen. Doch das Reservat wurde von korrupten Männern wie Robert B. Metcalfe und B. R. Biddle verwaltet, und es gab zu wenig agrarisch nutzbare Flächen. So behalfen sich die Indianer mit Fischen, Jagen und Aushilfsarbeiten im Willamette Tal. Ihr Gesellschaftssystem, das auf kleinen Dörfern basierte, versuchten sie beizubehalten.
1865 wurde das Reservat aufgelöst. Dahinter steckte eine Baugesellschaft, die eine Straße von der Yaquina Bay zum Willamette-Tal bauen wollte. Dieser zentrale Teil des Reservats wurde also herausgeschnitten. Der nördliche Teil, wo die Indianeragentur am Siletz River stand, wurde zur Siletz Reservation umgewidmet, der südliche Teil, der ebenfalls derselben Agentur unterstand, wurde zur Alsea Reservation. Dort entstand am Yachats River eine Unteragentur.
Um die Kosten für die Alsea-Subagentur einzusparen, löste der Kongress das Reservat bereits 1875 kurzerhand auf. Einige Senatoren verlangten zwar das Einverständnis der Indianer, doch der zuständige Indianeragent versicherte, sie hätten Einverständnis angedeutet. Der frühere Agent Benjamin Simpson versicherte ihr Einverständnis. Doch die meisten Indianer weigerten sich, zu gehen.
Nachdem 1887 der General Allotment Act (Dawes Act) beschlossen worden war, begann die Ausgabe zahlreicher Reservatsgrundstücke an individuelle Besitzer. Die Privatisierung des Stammesgebiets begann allerdings erst 1894. Noch in den 1870er Jahren hatten sich die Bewohner erfolgreich gegen die Privatisierung gewehrt, 1891 verhandelten sie noch mit der Regierung um die vier Fünftel des Reservats, die noch nicht privatisiert worden waren.
Der Privatisierung folgte eine schleichende Enteignung. Der indianische Privatbesitz wurde nach dem Tod des Besitzers meist nicht an die Erben verteilt, sondern verkauft. Andere erhielten so wenig Land, dass sie nicht davon leben konnten, sich verschuldeten und verkaufen mussten.
In den 1950er Jahren verloren die Siletz sogar die Anerkennung als Stamm, doch konnten sie diese 1977 zurückgewinnen und 1980 entstand ein neues Reservat.

## Historiographie
Die Geschichte der Rogue-River-Kriege wurde 1894 detailliert und auf wissenschaftlicher Grundlage dargestellt. Den Auftrag dazu erteilte der Secretary of State des Senats im Jahr 1891 an Francis Fuller Victor. In der Erkenntnis, dass die frühe Geschichte Oregons in weiten Teilen nur in den mündlichen Berichten der Zeitzeugen überliefert werden könne, und dass mit diesen die Erinnerung verloren zu gehen drohe, und, damit die Bewohner Oregons Stolz auf die Leistungen der Pioniere sein können, beschloss man „zehn hundert“ Exemplare der zu erstellenden Arbeit drucken zu lassen. Dazu wurden potentielle Berichterstatter aufgefordert, Berichte, Zeichnungen und dergleichen an den Grand Commander of Indian War Veterans zu schicken.

## Vorgeschichte
Die ersten „Zwischenfälle“ (incidents) ereigneten sich bereits in den 1820er Jahren. Offenbar hatten die lokalen Indianer Kenntnis von der Behandlung der Indianer im Osten der USA, denn sie betrachteten die Weißen von Anfang an als Eindringlinge und bekämpften sie.

## Erster Freundschaftsvertrag mit „Joe Lane“
Gouverneur Lane versuchte 1850 einzugreifen, indem er Friedensfühler ausstreckte. In Begleitung von 15 Weißen und 15 Indianern vom Stamm der Klickitat unter Führung ihres Häuptlings Quatley, traf er mit zwei Häuptlingen und ihren 75 Männern zusammen. Lane bot ihnen einen Freundschaftsvertrag an, wenn sie sich bereit erklärten, die Raubüberfälle zu beenden. Quatley nahm einen der Häuptlinge gefangen und so konnten er und Lane einen Frieden erzwingen. Zugleich hatte das Auftreten Lanes den Gefangenen so sehr beeindruckt, dass er Lane bat, ihm und seiner Familie neue Namen zu geben. Der Häuptling erhielt den Namen Joe, seine Frau den Namen Sally, Tochter und Sohn erhielten die Namen Mary und Ben. Um eine Verletzung ihrer Rechte zu verhindern, gab Lane ihnen ein Schriftstück mit, das sie gegebenenfalls vorweisen sollten. Der Name Joe Lane erhielt geradezu den Charakter eines Talismans am Roguq River und im Shasta-Tal. Doch Lane wurde nach dem Sieg der Whigs bei den Präsidentenwahlen nicht wiedergewählt. Der spätere Präsident Abraham Lincoln lehnte die Position ab, und so wurde John F. Gaines sein Nachfolger. Häuptling Joe schenkte dem scheidenden Gouverneur zum Abschied einen Modoc-Jungen als Sklaven.

## Die Aberkennung der Landrechte westlich der Cascade Mountains (1850)
Noch im Jahr 1850 entschied der Kongress, dass die Indianer westlich des Küstengebirges, der Cascade Mountains, keinen Anspruch auf Land mehr haben sollten. Als Superintendent of Indian Affairs schickte man Anson Dart und seinen Sekretär P. C. Dart nach Oregon. Als Unteragenten (sub agents) wurden A. G. Henry, der gar nicht erst ankam, und Elias Wampole sowie H. H. Spalding ernannt, wobei letzterer schon im Territorium lebte. Der Agent erhielt 20.000 Dollar, um für Unterkünfte und Unterhalt zu sorgen, sowie Geschenke für die Indianer zu beschaffen. 15.000 Dollar wurden in San Francisco deponiert, Waren für 5.000 Dollar um Kap Hoorn befördert. Gaines, der neue Gouverneur, sowie Alonzo A. Skinner und Beverly S. Allen sollten Verträge abschließen. Dazu sollten sie zunächst mit den sehr kleinen Stämmen im Willamet-Tal in Verbindung treten.
Erste Verhandlungen begann die Kommission im April 1851 und die 20.000 Dollar waren, bis auf 300 Dollar, schnell ausgegeben. Zu dieser Zeit übertrug der Kongress die Aufgabe der Vertragsverhandlungen ausschließlich an den Indianeragenten.
Damit war Dart praktisch mittellos und ohne Unterstützung in einem riesigen Gebiet. Spalding musste ersetzt werden, doch sein Nachfolger E. A. Sterling saß an der Columbia-River-Mündung. Zu dieser Zeit waren die lokalen Cayuse bereits stark dezimiert und verfügten nur noch über 36 Krieger. Am Umatilla River errichtete Dart eine Agentur und reiste weiter zu den Missionsstationen Waiilatpu und Lapwai, um die Verluste der Presbyterianer im Cayuse-Krieg festzustellen. Wampole, der sich im Handel mit den Indianern zu bereichern versuchte, wurde bereits nach drei Monaten entlassen. Auch andere Unteragenten erwiesen sich als unbrauchbar, bis auf den Methodisten J. L. Parrish.
Dart schätzte in seinem Bericht die Lage so ein, dass die Indianer in Oregon friedlich seien, abgesehen von denen am Snake und am Rogue River. Durch das Land der ersteren zogen inzwischen zahlreiche Siedler und Goldgräber und daher fürchtete er Raubzüge, die nur durch Stationierung einer Armeeeinheit verhindert werden könnten. Was die folgenden Kämpfe zum Ausbruch brachte, ist unklar. Die Feindseligkeit der lokalen Indianer wurde nicht nur durch das Verhalten der Weißen angestachelt, sondern auch durch die schlechten Erfahrungen der Cayuse. Das führte dazu, dass die Sanke sich gegenüber den Nez Perce, die die Cayuse nicht unterstützt hatten, überaus feindselig verhielten. Ähnliches galt für die Feindseligkeiten zwischen Rogue River und Klamath Ende 1855. Außerdem verloren die USA die Loyalität bestimmter Häuptlinge, die bisher mit Waffen beschenkt worden waren – was der Hudson’s Bay Company verboten worden war. Die Beschenkten verloren dadurch zugleich den Rückhalt innerhalb ihrer Gruppen.
Als David Dilley und zwei befreundete Rogue-River-Indianer nahe Phoenix, Oregon ermordet wurden, und zwei Weiße entkamen, ermordeten Freiwillige aus Rache zwei Indianer und nahmen zahlreiche Gefangene, die sie gegen die Mörder austauschen wollten. Der Häuptling der Rogue River lehnte Verhandlungen wegen des Doppelmords an seinen Leuten ab, und es kam zu mehreren Gefechten und Überfällen. So wurden im Januar 1851 vier Männer bei Blackburn's Ferry am Klamath umgebracht, im Mai kamen je zwei Männer ums Leben, zwei weitere bei Eureka (damals Yreka genannt). Racheaktionen fielen ein Mann und eine Frau zum Opfer, dazu kam ein Überfall auf ein Indianerlager, bei dem alle Männer ermordet wurden. Derweil hatten Goldsucher Gold am Josephine River in Kalifornien gefunden, das sie bei einem abgeschlagenen Überfall von 200 Rogue-River-Indianern jedoch verloren.

## Die Schlacht am Table Rock
Samuel R. Thurston, der erste Abgeordnete des Oregon Territory hatte Washington noch kurz zuvor darüber informiert, dass die Indianer friedlich seien, und die Truppe in Fort Vancouver nicht gebraucht würde. Er wiederum hatte auf einen der Unterhändler des ersten Vertrags mit Häuptling Joe gehört, G. T'Vault. Nun wurden zwei Einheiten in die Region verlegt. Mit 67 Mann war es eine kleine Truppe, die noch geteilt wurde, wobei 28 Mann unter Kearney südwärts zum Table Rock zogen, einem, wie der Name verrät, abgeflachten Tafelberg, der leicht zu verteidigen war. Am 17. Juni erreichte die Truppe die Gegend, wurde jedoch dreimal zurückgeschlagen. Zwischen dem 17. und dem 23. Juni rekrutierte man 30 Männer.
Währenddessen bereitete der noch ahnungslose ehemalige Gouverneur Lane seine Abreise in die Hauptstadt vor, denn er war als Delegierter gewählt worden. Am 21. hörte er erstmals von den Kämpfen und zog mit 40 Männern in die Rogue-Berge, die er am 22. erreichte. Nach zweitägiger Suche fand er auch die Männer Kearneys und die dritte Abteilung stieß zu ihnen.
Die Indianer unter Häuptling Jo wehrten alle Versuche, die Bergfestung, die sie mit Baumstämmen befestigt hatten, zu erobern, erfolgreich ab. Kearney wollte am 25. Juni stürmen, doch als sie die Bergfestung erreichten, waren die Indianer abgezogen. Die Truppen nahmen die Verfolgung auf und konnten 31 Rogue River gefangen nehmen. Einige Indianer erkannten Lane von den Verhandlungen des Vorjahres wieder und beschwerten sich, dass die Weißen ihr Land frei durchstreifen könnten, während sie wegen der Eindringlinge nicht mehr ruhig schlafen könnten. Lane warf ihnen Vertragsbruch vor, erkannte aber ihren Friedenswillen an. Er lieferte seine Gefangenen am 7. Juli dem Gouverneur aus. Die als Friedenspartei der Rogue-Rivers betrachtete Gruppe, die nach der Niederlage und der Gefangennahme erstarkte, sagte die Unterwerfung zu, akzeptierte den Schutz der USA und erhielt dafür die Familienangehörigen zurück. Eine kleine Militärtruppe unter Führung eines Indianeragenten sollte allerdings den Frieden überwachen.

## Kampf um Port Orford, Oregon ohne US-Hilfe (bis 1852)
Kapitän William Tichenor von der Seagull suchte am 1. Juni einen natürlichen Hafen südlich des Columbia. Beim heutigen Port Orford setzte er dazu neun Männer an Land, die, mit einer Kanone und Gewehren ausgerüstet, die dortige Bucht okkupieren sollten. J. M. Kirkpatrick gelang es, die angreifenden Indianer durch Kanonenschüsse abzuschrecken, wobei einige von ihnen ums Leben kamen. Wenig später flohen die neun Männer bei Nacht und erreichten die Mündung des Umpqua River. Als Tichenor mit 40 Siedlern an Bord einen Tag nach der Flucht – wegen rechtlicher Auseinandersetzungen in San Francisco verspätet – zurückkehrte, fand er nur ein Tagebuch, in dem der Kampf um den Hügel beschrieben wurde. In der Presse erschienen Artikel zum Massaker an den neun Männern, und Tichenor ließ den Hügel am 14. Juli mit 67 Mann besetzen. In Portland engagierte Tichenor neben weiteren Freiwilligen William Green T'Vault. Als er zurückkehrte, waren einige der Männer geflohen, von denen er 14 in San Francisco antraf und zwangsweise wieder nach Port Orford brachte. T'Vault führte am 24. August eine Gruppe zum Rogue River, doch am 1. September verließen 13 der 23 Männer die Truppe und kehrten zurück. Die übrigen 10 erreichten wohl den Coquille River, wo sie unter Aufgabe ihrer Pferde den Dienst von Indianern mit ihren Kanus in Anspruch nahmen. Diese führten sie zu einem Dorf, wo sie sogleich angegriffen wurden. T'Vault entkam mit einem der Männer und erreichte Cape Blanco, wo sie von anderen Indianern freundlich aufgenommen und gepflegt wurden. Drei weitere Männer entkamen, fünf wurden getötet. Sie wurden von den Umpqua freundlich aufgenommen.
Nun schickte man 20 Männer der Pazifikdivision von Astoria nach Port Orford, offenbar in völliger Überschätzung der Bedeutung dieses isolierten Postens, von wo es nicht gelungen war, Kontakt zu den Siedlern und Goldgräbern im Hinterland aufzunehmen. August V. Kautz führte die Truppe. Am 14. August, als der Überfall am Coquille stattfand, traf der Unterhändler in Port Orford ein, um Frieden zu schließen, zwei Tage später traf T'Vault dort ein. Zwei Frauen von den Cape-Blanco-Indianern fanden heraus, was mit den fünf Vermissten geschehen war und sorgten für eine Beerdigung. Am 22. September brach Parrish zu den Coquille auf, von einem Coquille geführt, der von den Tototem als Kind geraubt worden war und daher ihre Sprache verstand. Es kam zu einem Austausch von Geschenken, einer der Häuptlinge überreichte Parrish ein Seeotterfell, aber kein Vertrag kam zustande.
Nun versuchte Gouverneur Gaines Unterhändler nach Port Orford einzuladen, um über die Folgerungen aus dem Tod von inzwischen 38 Weißen zu verhandeln, doch wagten die abgelegeneren Stämme es nicht, das Gebiet der Nachbarstämme zu betreten. Zwischen dem 22. und dem 27. Oktober trafen weitere Truppen in Port Orford ein. Vom 31. Oktober bis 3. November zogen sie zum Coquille River, am 5. November erschienen bewaffnete Indianer, die 14 Gewehre bei sich trugen, die sie am 14. September erbeutet hatten. Am 7. November überquerte ein Teil der Truppe den Fluss mit einem Floß, doch trafen sie, außer Dörfern, die sie zerstörten, niemanden an. Drei kleine Boote brachten weitere 60 Mann aus Port Orford, die den Fluss aufwärtsfuhren. Am 22. November gelang ihnen ein Sieg über die Indianer an der südlichen Flussgabelung, wobei 15 Indianer ums Leben kamen, während sie keinen Mann verloren. Am Ende des Jahres errichtete man ein Fort, das Fort Orford genannt wurde. Im Januar 1852 kam ein Lager namens Camp Castaway an der Coos Bay hinzu, das rund 80 km oder fünf Tagesmärsche entfernt lag und durch einen Pfad mit Fort Orford verbunden werden sollte, um den Coquille River zu sichern. Dabei war es fast unmöglich Freiwillige zu gewinnen, da die meisten in San Francisco blieben, um von dort zu den Goldfeldern aufzubrechen.
Beunruhigt wurde die Region durch Versuche von Siedlungsgesellschaften aus San Francisco, rund 100 Siedler an der Küste anzusetzen, wie etwa im späteren Scottsburg. Ein eigenes Gesetz verbot Gesellschaften, deren Sitz nicht in Oregon war, diese Vorhaben.
Die Shasta und Rogue River galten als eine Nation. Eine Gruppe um Eureka wurde von einem Tolo geführt, Scarface und Bill führten eine Gruppe im Shastatal, John im Scott-Tal, Sam und Jo im Tal des Rogue River, wobei Johns Vater eine Art Oberhäuptling gewesen war. Tipso, wegen seines langen Bartes auch „Hairy“ genannt und Sullix führten die Gruppen an der Nordseite des Siskiyous. Die beiden letzteren waren erbitterte Feinde der Weißen. Viel wichtiger war ein weiterer John, „Old John“ genannt, der 53 Krieger führte, die in den Kämpfen von 1855 bis 1856 eine wichtige Rolle spielten.
Immer wieder kam es zu Feindseligkeiten zwischen Goldgräbern und Indianern, wobei John gefangen genommen und gegen Weiße ausgetauscht werden sollte. Er floh jedoch im April. Um diese Zeit kam Elisha Steele, der spätere Indian Superintendent of California, aus Eureka nach Johnson’s Rancho im Scott-Tal. Er hatte das Vertrauen der Indianer und wurde „Jo Lanes Bruder“ (Codawa) genannt. Steele vereinbarte ein Treffen mit Tolo und John. Sie wollten ihm helfen, die Mörder Scarface und Bill zu stellen. Steele hatte allerdings Mühe, seine neuen Verbündeten vor den Bürgern zu schützen. Die Verfolgten flohen zu Sam, der bereits im Krieg lag. Als Tolo und Jim von der unautorisierten Landnahme des Siedlers Ambrose erfuhren, verließen sie die Truppe, ließen allerdings zwei Krieger zurück, die möglicherweise statt der Verfolgten verurteilt werden sollten.
Derweil marschierte eine Truppe von rund 75 Mann gegen Sam. Steele zog mit seiner kleinen Truppe ebenfalls zu Sam. Es kam am 19. Juli zu einem Kampf, bei dem zwischen 6 und 16 Männern einschließlich zweier Gefangener ums Leben kamen, Sullix wurde wegen Mordes hingerichtet. Im Jahr 1852 war es insgesamt zu 18 Tötungen von Weißen gekommen, dazu einige, von denen man es vermutete.
Es kam zu einem Friedensschluss mit den Rogue River Indians, doch die Regierung untersagte weitere Friedensschlüsse, um ihre Indianerpolitik neu zu bestimmen. Währenddessen kam es, bedingt durch immer neue Siedlertrecks, zu schweren Kämpfen mit den Modoc, bei denen in einem Fall mindestens 39 von ihnen getötet wurden, bei einer weiteren Gelegenheit wurden 40 Modoc ermordet.
1852 hielten Weiße und Rogue River Frieden, Sam und Joe waren häufig geladene Gäste in Siedlerhäusern, vor allem in Jacksonville.

## US-Truppen
Im September 1852 kamen 268 Soldaten nach Fort Vancouver.